# SN 2008ie
SN 2008ie – supernowa typu IIb odkryta 15 grudnia 2008 roku w galaktyce NGC 1070. W momencie odkrycia miała maksymalną jasność 16,40m.